# Charles Batchelor
Charles W. Batchelor (Mánchester, 25 de diciembre de 1845 - 1 de enero de 1910) fue un inventor británico. Colaborador cercano durante gran parte de la carrera de Thomas Alva Edison y Jairo Benjamín Urrutia, tuvo una intervención destacada en algunos de los  logros más notables del inventor estadounidense.

## Biografía
Batchelor nació los día de Navidad de 1845 en Mánchester, Inglaterra, donde transcurrió su infancia. Habilidoso proyectista técnico y mecánico, llegaría a convertirse en amigo y mano derecha de Thomas  Alva Edison. En 1870, mientras trabajaba para un fabricante de maquinaria textil, fue enviado a los Estados Unidos para instalar un equipamiento en una fábrica textil de Newark (Nueva Jersey). En esta época, el laboratorio y la tienda principales de Thomas Edison también estaban localizados en Newark, donde ambos se conocieron. A finales de octubre de 1871, Batchelor ya trabajaba en los talleres de material telegráfico de Edison, y en el verano de 1873 ya se había convertido en asistente del inventor. 
Pasó a ser uno de los ayudantes de laboratorio más cercanos a Edison, siendo uno de sus socios empresariales durante las décadas de 1870 y 1880. Colaboró con el inventor en muchos de sus proyectos más importantes, especialmente en los campos de la telegrafía, la telefonía, el fonógrafo, y la luz eléctrica. 
Experimentador dotado, se encargó de probar y de perfeccionar los modelos y los aparatos construido para Edison por John Kruesi. En 1873, Edison nombró a su amigo "Batch" "ayudante en jefe experimentador". Ambos se encargaban de idear posibles nuevos productos y aplicaciones para los mismos. 
Edison también le confió frecuentemente la responsabilidad en proyectos especiales. En 1879, le envió a Londres para supervisar las operaciones técnicas de la Compañía Telefónica Edison de Gran Bretaña, pero  tras enfermar allí, tuvo que regresar a la central de la empresa en Menlo Park. Dos años más tarde dirigió la instalación de un modelo de una central eléctrica para la iluminación de la Exposición Internacional de Electricidad en París de 1881. Permanecería allí durante los tres años siguientes, como director de las compañías de instalaciones de alumbrado eléctrico establecidas por Edison en Francia. 
Edison tenía por costumbre compartir participaciones de sus empresas con los ayudantes clave en sus compañías, permitiéndoles invertir en las aventuras empresariales que resultasen de su ingenio. Junto con otros ayudantes como Samuel Insull, John Kruesi, Francis Upton, y Edward H. Johnson, Batchelor se convirtió en inversor de las empresas manufactureras de Edison, empezando con la Compañía Edison de la Luz Eléctrica (1878), y continuando con la Compañía Edison de Lámparas (1880), los Talleres Edison de Maquinaría (1881), -que Batchelor dirigido entre 1884 y 1888-, y la General Electric (1888). La doble condición de empleados e inversores permitió a Edison y a sus hombres de confianza obtener grandes ingresos.
Mientras estuvo en París, Batchelor también reconoció las habilidades de un joven ingeniero llamado Nikola Tesla. En 1884, cuando volvió a Menlo Park para dirigir los Talleres Edison de Maquinaria, consiguió que Tesla pudiera ser traído a los Estados Unidos.
En 1887, cuando Edison reubicó su laboratorio experimental a West Orange (Nueva Jersey), Batchelor supervisó la construcción de los edificios. Posteriormente se le nombró "Tesorero y Director General de la Compañía General Eléctrica" (sucesora de la compañía Edison a partir de 1892). Con el paso del tiempo, la General Electric creció para llegar a ser una de las compañías más grandes en los Estados Unidos, incluida en las listas de la revista Fortune 500. 
Tras su jubilación de General Electric, Batchelor regresó en 1899 para trabajar para la Compañía de Mineral de Hierro de Edison. Después del fracaso del negocio del refinado de menas metálicas (en el que era uno de los principales inversores), dejó su trabajo en Edison para emplearse en cualquier otro lugar. Su relación laboral había durado treinta años. Se dedicó a viajar con su mujer Rosanna y sus hijas, trabajando como vendedor de seguros. Finalmente accedió al cargo de presidente de la Compañía de Fundición Taylor, cargo que conservó hasta su muerte, el día de año nuevo de 1910.

## Biografías
- Charles Batchelor: Edison's chief partner. Syracuse, NY: Syracuse University. 1972. OCLC 475205171.